# Барон Хейтер
Барон Хейтер из Чизлхерста в графстве Кент — наследственный титул в системе Пэрства Соединённого королевства. Он был создан 29 января 1927 года для британского предпринимателя сэра Джорджа Чабба, 1-го баронета (1848—1846). 20 июня 1900 года для него уже был создан титул баронета из Ньюлендса в Баронетстве Соединённого королевства. Джордж Чабб был председателем и исполнительным директором фирмы «Chubb and Sons Lock and Safe Co», созданной его дедом Чарльзом Чаббом (1779—1845) в начале XIX века.
«Хейтер» — это девичья фамилия Мэри Хейтер, жены Чарльза Чабба (1772—1846), отца Джона Чабба и деда Джорджа Хейтера Чабба. Его преемником стал его сын, Чарльз Арчибальд Чабб, 2-й барон Хейтер (1871—1967), который был исполнительным директором фирмы «Chubb and Sons Lock and Safe Co Ltd». Его сын, Джордж Чарльз Хейтер Чабб, 3-й барон Хейтер (1911—2003), также был исполнительным директором и председателем «Chubb and Sons Lock and Safe Co Ltd», а также являлся заместителем председателя Палаты лордов в 1981-1995 годах. 
По состоянию на 2024 год носителем титула являлся сын последнего, Джордж Уильям Майкл Чабб, 4-й барон Хейтер (род. 1943), который стал преемником своего отца в 2003 году.

## Баронеты Чабб из Ньюлендса (1900)
- 1900—1946: Сэр Джордж Хейтер Чабб, 1-й баронет (29 августа 1848 — 7 ноября 1946), сын Джона Чабба (1815—1872), барон Хейтер с 1927 года[1].

## Бароны Хейтер (1927)
- 1927—1946: Хейтер Чабб, 1-й барон Хейтер (29 августа 1848 — 7 ноября 1946), сын Джона Чабба (1815—1872)[1]
- 1946—1967: Чарльз Арчибальд Чабб, 2-й барон Хейтер (11 ноября 1871 — 3 марта 1967), старший сын предыдущего[2]
- 1967—2003: Джордж Чарльз Хейтер Чабб, 3-й барон Хейтер (25 апреля 1911 — 2 сентября 2003), старший сын предыдущего[3]
- 2003 — настоящее время: Джордж Уильям Майкл Чабб, 4-й барон Хейтер (род. 9 октября 1943), старший сын предыдущего[4]
  - Наследник титула: достопочтенный Томас Фредерик Чабб (род. 23 июля 1986), единственный сын предыдущего[5].